# 張栄実
張 栄実（ちょう えいじつ、1218年 - 1278年）は、モンゴル帝国（大元ウルス）に仕えた漢人将軍の一人。覇州信安県の出身。

## 生涯
張栄実の父の張進は金朝末期に北平公に封じられ、信安城を守っていた人物であった。1232年（壬辰）、張進は配下の兵を率いてオゴデイ・カアン率いる第二次金朝遠征軍に降り、征行万戸に任じられた。1234年（甲午）には河南への侵攻に加わったが、金朝の将の国用安と徐州で戦って敗れ、戦死した。
張栄実は当初質子（トルカク）として宿衛（ケシクテイ）に入っていたが、父の死後に金符を授けられ、征行水軍千戸に任じられた。1237年（丁酉）には雄州保定新城長官に改められたが、1240年（庚子）には再び水軍を率いるよう命じられた。1244年（甲辰）、大将のチャガンの配下に入って第一次南宋遠征に加わり、淮上で南宋の将と遭遇した時には、50人の捕虜を得る勝利を収め、これにより銀椀・戦馬を下賜された。その後、江陵攻めに加わり、襄陽において漢水の通行を阻む南宋水軍を破った功績により、錦袍・銀15斤を下賜された。1259年（己未）にはクビライの指揮下に入って第二次南宋遠征軍に加わり、陽羅渡に駐屯した。この時、南宋側は10万の兵と2千の船で攻め寄せたが、張栄実が先鋒として大船20・捕虜200を得る勝利を挙げ、ついに南宋の将の呂文信を斬るに至った。1260年（中統元年）、クビライが即位を宣言すると、金虎符および水軍万戸の地位を授けられ、代わりにその息子の張顔が覇州七処管民万戸の地位を得た。1262年（中統3年）に李璮の反乱がおこると、張栄実は史天沢の指揮下に入って反乱鎮圧に功績があり、金椀・銀250両・馬1匹を下賜された。
1268年（至元5年）からは丞相アジュの配下に入って襄陽攻めに従事し、南宋の夏貴率いる部隊を破る、張順を捕虜とする、といった功績を挙げている。また樊城攻めでは敵将を2名捕虜とし、以上の功績によって銀100両・弓矢・鞍勒を下賜された。1274年（至元11年）からはバヤンを総司令とする南宋領侵攻に加わり、張栄実は先鋒を務めて鄂州・漢陽軍の攻略に功績を挙げ、功績により昭毅大将軍の地位を授けられた。その後、エリク・カヤの指揮下に入って岳州攻めに加わり、南宋の将の高世傑を降らせ、沙洋・新城を破った。その後、隆興出征都元帥スルドタイに従って江西の隆興府に進出し、南宋の将の密佑を捕虜とし、撫州を降らせるに至った。1276年（至元13年）には同知江西道宣慰使司事の地位を授かり、さらに鎮国上将軍・福建道宣慰使に昇格となった。このころ、広東方面に進出し、韶州を降らせている。1277年（至元14年）には江東道宣慰使・江浙行省参知政事に改められ、右丞タチュとともに広東に残存する抵抗勢力の平定に従事した。
1278年（至元15年）に入覲した時はクビライより酒を下賜されて慰労され、湖北道宣慰使・諸路水軍万戸の地位を授けられた。しかしそれからまもなく、同年中に病により61歳にして死去した。息子には張顔・張玉・張珪らがおり、特に張玉はチャンバー・ベトナム出兵に加わったことで知られている。